# Dicranomyia (Pseudoglochina) kobusi
Dicranomyia (Pseudoglochina) kobusi is een tweevleugelige uit de familie steltmuggen (Limoniidae). De soort komt voor in het Oriëntaals gebied.